# Kostel svatého Klementa (Stará Boleslav)
Kostel svatého Klementa ve Staré Boleslavi je románský kostel v těsném sousedství baziliky sv. Václava. Kostel je z 11. století a je nejstarší stojící budovou ve Staré Boleslavi, která se dochovala do našich dob v takřka nezměněné podobě a náleží k nejstarším chrámovým stavbám v českých zemích vůbec. Je zasvěcen svatému papeži Klementovi (Klimentovi).

## Historie kostela

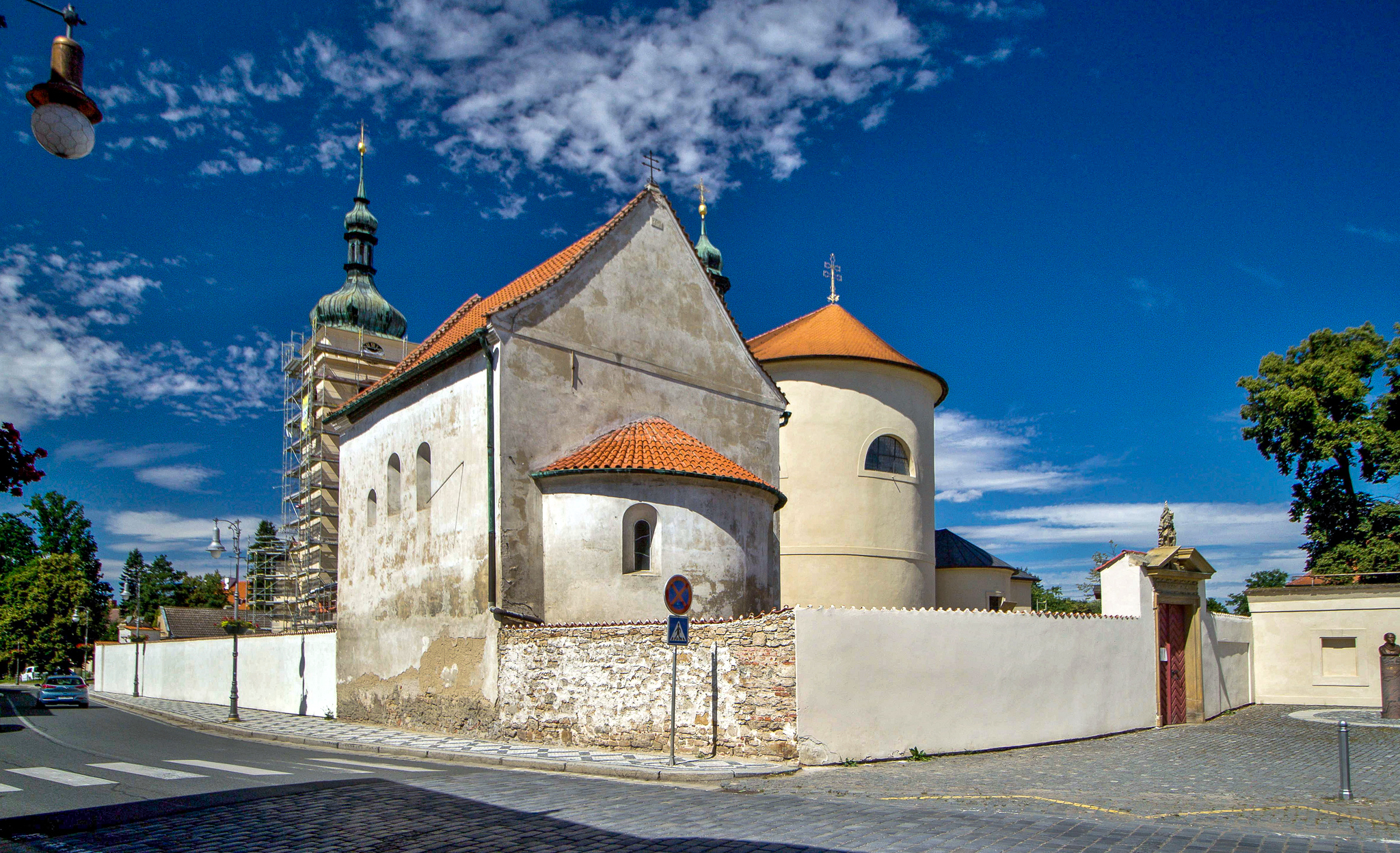
Kostel sv. Klementa s bazilikou sv. Václava v pozadí

Svou dnešní podobu kostel získal ve třetí čtvrtině 12. století, jedná se ovšem o starší založení již z 11. století, kterému předcházela dřevěná stavba snad z 10. století. Kostelík stál zřejmě v blízkosti dnes již zaniklého knížecího hradu, protože v západní části se nacházela tribuna. Ta bývala obvykle spojena s palácem nebo obydlím velmože dřevěným můstkem. Jde o jednolodní románskou stavbu s půlkruhovou apsidou na východní straně a kamennými portály v západní a severní zdi. Vnitřní prostor lodi měří 7,45 m × 4,55 m. Interiéru dominuje odstupňovaný vítězný oblouk. V lodi je po dvou úzkých oknech na každé straně, apsidu osvětlují také dvě okna. V západní části lodi se nacházela zmiňovaná tribuna, podepřená trámy, s původně přímým vchodem ze západní strany, který byl později zazděn a v ose stěny naopak prolomeno gotické okno. Empora však měla i dřevěné schodiště na severní stěně lodi, jak dokládají zachované nástěnné malby.
Kostel prodělal četné pohromy. V 15. století byl vypálen drancujícími husitskými vojsky. Obnovili jej teprve r. 1601 probošt Václav Albín z Helfenburku a kapitulní děkan Jiří Steinwasser. Během třicetileté války byl kostel těžce poničen Švédy (stopy po požáru byly nalezeny během posledního restaurování nástěnných maleb), zejména klenba utrpěla četné trhliny, proto byla loď v r. 1857 nově zaklenuta dnešní křížovou klenbou. Až do roku 1788 zde konala staroboleslavská kapitula své zasedání. V roce 1927 proběhly větší úpravy kostela, zejména exteriéru nákladem preláta Jana Paulyho, který pořídil novou krytinu a fasádu. Do apsidy nechal umístit gotickou kamennou menzu pocházející ze zbořeného kostela sv. Filipa a Jakuba v Praze na Smíchově (zbořen roku 1891).

### Obnova kostela
Celkově zchátralý stav si vyžádal nové rozsáhlé restaurování, po kterém byl kostel na podzim roku 2002 po 25 letech znovu otevřen pro veřejnost. Vně i uvnitř kostela proběhl částečně archeologický průzkum. Byla odkryta část původní románské dlažby, kterou je dnes možné vidět pod dřevěnou krycí deskou ve stávající podlaze. Zajímavým zjištěním byl dále nález negativního otisku dřevěného trámu pod zmíněnou dlažbou, svědčící pro existenci ještě starší sakrální stavby v místě kostela. Interiér byl potom citlivě doplněn novým mobiliářem. Zdobí jej kropenka z dílny výtvarníka Pavla Baxy, soudobá práce ve skle, kameni a kovu. Sedadla z dubového dřeva, které pro tento kostel navrhl a vyrobil Milan Novák, odpovídají románskému interiéru lapidárností tvaru i ručně řezaným symbolem sférického kříže. Více než dvoumetrový kříž byl vytvořen z dubového kmene, starého několik tisíc let, vyzdviženého ze dna řeky Labe mezi Brandýsem nad Labem a Lázněmi Toušeň.
V polovině 90. let 20. století byl kostel spolu s bazilikou sv. Václava prohlášen za Národní kulturní památku. Dnes se právem tento malý staroboleslavský kostel řadí mezi naše nejcennější památky románské doby.
Je součástí programu oslav Dne české státnosti, každoroční vzpomínky na umučení sv. Václava, kdy kolem kostelíka putuje slavnostní průvod, v němž je nesena Václavova lebka, jako vzácná relikvie. V roce 2009 se těchto oslav aktivně zúčastnil Svatý Otec římský papež Benedikt XVI. Devadesáté výročí "Svatováclavského milénia" a desáté výročí návštěvy Benedikta XVI. připomenul ve své homilii apoštolský nuncius arcibiskup Charles Daniel Balvo celebrující misii na "Národní svatováclavské pouti" v sobotu 28. září 2019. V předvečer oslav byla u chrámu sv. Václava odhalena busta papeže Benedikta XVI.

### Program záchrany architektonického dědictví
V rámci Programu záchrany architektonického dědictví bylo v letech 1995-2014 na opravu kostelů svatého Václava a svatého Klimenta čerpáno 13 495 000 Kč.
| rok    | 2007  | 2008  | 2009  | 2010 | 2011  | 2012 | 2013 | 2014 |
| ------ | ----- | ----- | ----- | ---- | ----- | ---- | ---- | ---- |
| částka | 5 150 | 3 250 | 1 600 | 920  | 1 055 | 520  | 400  | 600  |

## Nástěnné malby

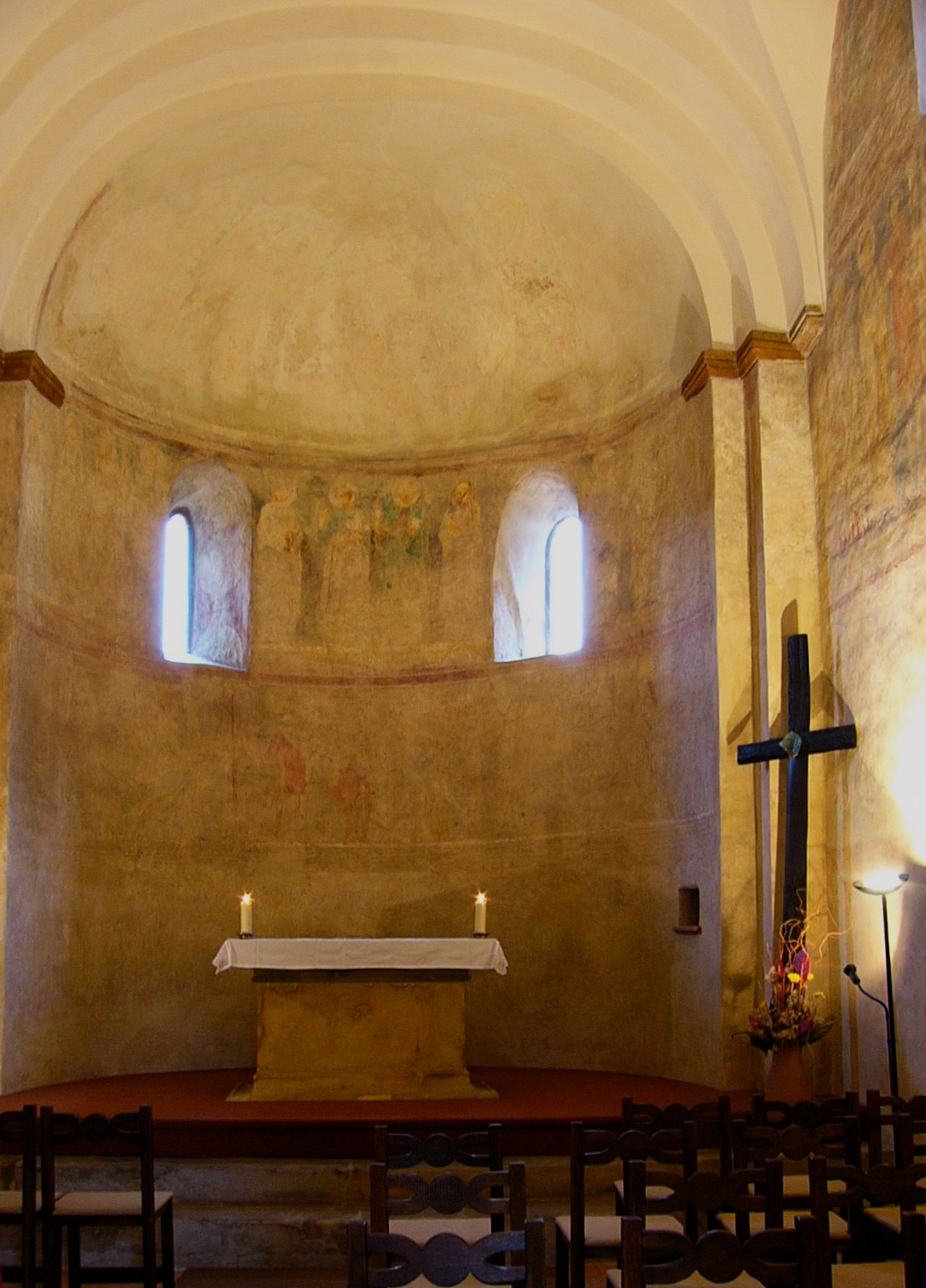
Interiér s nástěnnými malbami

Kostel se stal známým především díky nástěnným malbám, které byly objeveny již kolem roku 1890 a částečně odkryty v letech 1899–1900 Eduardem Šittlerem a následně v roce 1914 konzervovány G. Mikschem. Nejsou dotčeny pozdější restaurační přemalbou. Konzervační zásah se uskutečnil ještě začátkem 60. let 20. století, kdy bylo v západní stěně odkryto zazděné okno a vchod na tribunu.
V apsidě se původně nacházely tři pásy maleb. Na konše byl zřejmě obraz Krista Pantokratora trůnícího nad skupinou apoštolů, ovšem z původní výzdoby se nedochovalo nic. Tato malba byla později překryta obrazem Panny Marie. V horním pásu stojí dvanáct apoštolů, dělených dvěma románskými okny do tří skupin. Ve středním pásu jsou poškozené a velmi fragmentárně zachované dvě scény. Dnes je patrný červený kůň se zbytkem postavy jezdce, směřující ze středu apsidy proti zbytku bílého koně v trysku. Přízemní pás je vyplněn malovaným závěsem, který pokračuje do lodi a obíhá celý vnitřek kostela. Na jižní stěně je ve středovém pásu zobrazena legenda ze života sv. Klementa ve třech obrazech: Kliment je císařem Trajánem poslán do vyhnanství, Kliment objevuje zázračný pramen vody a Světcova mučednická smrt v moři. Západní stěna navazuje na jižní iluzivním meandrem, který vymezuje úroveň bývalé tribuny. V zazděném menším okně je umístěna postava archanděla Michaela. Po levé straně jsou v lunetě dvě málo zřetelně postavy, z nichž menší zcela na kraji s čapkou a bez svatozáře zřejmě představuje objednatele maleb. Více vpravo se zachovaly dvě zřejmě stojící postavy, z nichž levá nepochybně představuje sv. Václava v krátkém šatě, s knížecí čapkou a s pozdviženýma rukama v přímluvném gestu, vedle něj pak ženu – snad sv. Ludmilu. Na severní stěně spodní pás kopíruje původní schodiště na tribunu. U jeho dolní části stála velká postava biskupa. Figurální výjevy v horním pásu v lunetě jsou porušeny dvěma okénky, dodatečně prolomenými. Dnes jsou zde fragmenty několika postav kolem sloupů a také zobrazují ženu, která si ukazuje oběma rukama na oči (snad Eritrejskou Sibylu). Vzhledem ke stupni dochování lze těžko posoudit, co celá scéna představovala. V prostoru pod bývalou tribunou na západní a jižní stěně se dále dochovaly tři velké kruhové medailony s alegorickými výjevy. Tyto frontálně stojící ženské postavy snad představují ctnosti Moudrosti, Pokory, Lásky či Naděje.